# Lien Huyghebaert
Lien Huyghebaert (Roeselare, 31 augustus 1982) is een Vlaamse oud-atlete. Ze werd diverse malen Belgisch jeugdkampioene bij het verspringen, hink-stap-springen, op de 100 en de 200 m. 

## Loopbaan
Oorspronkelijk behaalde Huyghebaert verschillende Belgische titels in het verspringen en het hink-stap-springen, maar in 2003 schakelde ze over op de sprint. Dit resulteerde in 2004 in een tweede plaats op de 100 m tijdens de Belgische kampioenschappen AC met een knappe 11,49 s.
In de zomer van datzelfde jaar maakte ze deel uit van de Belgische 4 x 100 meterploeg op de Olympische Spelen in Athene. Met hun Belgische record in de reeksen en een zesde plaats in de finale, leverden deze meisjes de tot op dat moment beste Belgische vrouwenprestatie ooit op de Olympische Spelen. De bekroning van dat seizoen kwam er met de titel van de meest beloftevolle jonge atlete van België.
Eind 2005 moest Lien Huyghebaert na een jaar met vele blessures afscheid nemen van de prof-atletiek. Wegens een aanslepende voetblessure moest ze haar selectie voor de wereldkampioenschappen weigeren en verloor hierdoor haar statuut bij BLOSO. Ondanks de weinige trainingsarbeid dat jaar behaalde ze de Vlaamse titel op 100 m en een derde plaats op het Belgische Kampioenschap AC.
Na het beëindigen van haar sportcarrière in de atletiek, richtte Huyghebaert zich op andere zaken.

## Club en privé
Huyghebaert was aangesloten bij Houtland AC. Ze heeft drie kinderen.

## Persoonlijke records
| Onderdeel          | Prestatie | Datum        | Plaats     |
| ------------------ | --------- | ------------ | ---------- |
| 100 m              | 11,49 s   | 11 juli 2004 | Brussel    |
| 200 m              | 24,09 s   | 8 mei 2005   | Brasschaat |
| verspringen        | 6,08 m    | 2003         |            |
| hink-stap-springen | 12,83 m   | 2003         |            |

## Palmares

### verspringen
- 1999: 8e EYOD - 5,58 m
- 2002:  BK indoor AC – 5,96 m

### hink-stap-springen
- 2001:  BK AC – 12,41 m
- 2002:  BK indoor AC – 12,26 m
- 2002:  BK AC – 12,30 m

### 100 m
- 2003: 7e KBC Nacht van de atletiek - 12,21 s
- 2004: 8e KBC Nacht van de atletiek - 11,65 s
- 2004:  BK AC - 11,49 s
- 2005:  BK AC - 11,85 s

### 4 x 100 m
- 2003: 7e EK U23 - 44,94 s
- 2004: 6e OS in Athene - 43,11 (in serie 43,08 s = NR)